# Нуньес Фейхоо, Альберто
Альбе́рто Ну́ньес Фейхо́о (исп. Alberto Núñez Feijóo; род. 10 сентября 1961, Пеарес, Оренсе) — испанский политик, председатель Народной партии Испании со 2 апреля 2022 года. Председатель правительства Галисии в 2009—2022 годах.

## Биография
Альберто Нуньес Фейхоо родился в 1961 году в Оренсе. Его детство прошло в Лос-Пеарес, небольшой деревне в провинции Оренсе, вплоть до выпуска со старшей школы. Затем переехал в Сантьяго-де-Компостелу для получения высшего образования в области юриспруденции.
По окончании обучения в 1985 году начал свою карьеру чиновником Высшего корпуса администрации правительства Галисии. В июле 1991 начал политическую карьеру с должности технического секретаря Совета земледелия, животноводства и охоты правительства Галисии.
В 1996 году перевёлся на работу в Мадрид в правительство Хосе Марии Аснара. С мая 2000 по январь 2003 года руководил государственной общественной организацией «Почта и телеграф». В этот период произошла демонополизация организации.
В 2003 году вернулся в Галисию и вошёл в состав регионального правительства. 18 января был назначен советником по вопросам территориальной политики, общественным работам и жилья. Через год стал первым вице-премьером.
После выборов 2005 года Народная партия Галисии потеряла влияние в регионе вследствие пакта между Социалистической партии Галисии и Галисийским националистическим блоком. В партии разгорелась борьба за власть между региональными лидерами, в результате которой Фейхоо в начале 2006 года стал лидером Народной партии Галисии.
Парламентские выборы в Галисии, состоявшиеся 1 марта 2009 года, принесли Народной партии абсолютное большинство голосов (38 мест из 75), в результате чего она смогла сформировать собственное правительство, а Нуньес был избран председателем правительства 16 апреля того же года.